# Micrargus cupidon
Micrargus cupidon är en spindelart som först beskrevs av Simon 1913.  Micrargus cupidon ingår i släktet Micrargus och familjen täckvävarspindlar.
Artens utbredningsområde är Frankrike. Inga underarter finns listade i Catalogue of Life.